# マトリックス (映画シリーズ)
「マトリックス」（Matrix）は、脚本家・監督のウォシャウスキー姉妹とプロデューサーのジョエル・シルバーによって製作されたアメリカのメディア・フランチャイズ。シリーズの所有者はワーナー・ブラザース。配給はワーナー・ブラザースおよびヴィレッジ・ロードショー・ピクチャーズ。制作会社はシルバー・ピクチャーズおよびワーナー・ブラザース。

## 概要
物語の設定は人工知能の誕生により、自我を持った機械が誕生し、人類は仮想現実システム「マトリックス」に幽閉され、動力源として利用されていたというものである。時折、システムから抜け出した囚人たちは、脅威とみなされ、システムの内外で人工知能に追われることになる。ネオ（英語版記事。演：キアヌ・リーブス）、トリニティ（英語版記事。演：キャリー＝アン・モス）、モーフィアス（英語版記事。演：ローレンス・フィッシュバーン）の3人が、黒スーツ姿のエージェントたち（代表格はエージェント・スミス（英記事。演：ヒューゴ・ウィーヴィング））などに追われながら、人類をシステムから解放しようとする苦悩が描かれている。
物語には、メシア主義、愛、相互依存、選択と制御のジレンマ、桶の中の脳の思考実験　等々、伝統的な宗教概念から現代の哲学的な考えまでさまざまなテーマが織り込まれている。他にもこのシリーズが影響を受けているものとして、神話の原理、日本のアニメ、香港映画（特に「ヒロイック ブラッドシェッド」と「武術」）なども挙げられる。この映画シリーズは、特に「バレットタイム」と呼ばれるスローモーション効果、ほかにも重厚な振り付けのアクションシーンを用いていることで知られており、その後のアクション映画に革命をもたらした。
シリーズは『マトリックス』（1999年）から始まり、続編の『マトリックス リローデッド』と『マトリックス レボリューションズ』（ともに2003年）までの3作品で構成されていた。第4作『マトリックス レザレクションズ』が2021年12月22日に公開。前3作品はウォシャウスキー姉妹（当時は兄弟。当時は全ての公式資料で「ウォシャウスキー兄弟」と表記されていた）が脚本・監督を務め、ジョエル・シルバーがプロデュースしていた。第4作は（女性となり、名前も改名した）ラナ・ウォシャウスキーが製作・共同脚本・監督を務め、前3作のキアヌ・リーブスとキャリー＝アン・モスが再出演する。
当映画シリーズのキャラクターや設定は、アニメーション、コミック、ビデオゲームなど、同じ架空の世界を舞台にした他のメディアでも展開されている。

## 設定
21世紀初頭に人工知能が誕生し、自我を持った機械たちが地球を支配する未来が描かれている。ある時、人類と機械の間に対立が生じ、機械は創造主に反抗した。人類は、機械の太陽エネルギー源を遮断するために、空を厚い嵐の雲で覆った。両者の間で大規模な戦争が勃発し、最後は機械が勝利して人類を捕らえた。エネルギー源を失ったマシンは、人間をポッドに閉じ込めることで、人体の電気エネルギーと熱エネルギーを取り出す方法を考案した。そして人間の心は、マトリックスと呼ばれる仮想現実に接続されたサイバネティック・インプラントによってコントロールされる。
マトリックスで再現された仮想現実の世界は、21世紀に入った頃の人類の文明に似ている（この時代は、人類の文明の頂点であると考えられているため）。マトリックス内の環境は現実とほとんど区別がつかず（ただし、マトリックス内のシーンは画面上では緑の色調で表示され、全体的に緑に偏っている）、マトリックスに接続されている人間の大半はその正体に気づいていない。シリーズの中心人物の多くは、マトリックスの本質を理解した上で、仮想物理法則を操作することにより、マトリックス内で超人的な能力を得ることができる。映画はマトリックスの中と外の現実世界の両方が舞台となっており、マトリックスの中が舞台となっている部分は西洋の広大なメガシティが舞台となっている。
短編コミック「Bits and Pieces of Information』とアニマトリックスの短編映画『セカンド・ルネッサンス』では、人類と機械の最初の対立がどのようにして起こったのか、そしてマトリックスがどのようにして初めて開発されたのかが描かれている。マトリックスの歴史と目的は、『マトリックス リローデッド』でさらに説明されている。『マトリックス レボリューションズ』では、人類と機械の対立におけるマトリックスの位置づけについて、新たな現状が確立される。
ビデオゲーム『ENTER THE MATRIX』は、アニマトリックスの短編『ファイナル・フライト・オブ・ザ・オシリス』のストーリーと『リローデッド」の出来事を結びつけ、オンラインビデオゲーム『マトリックス・オンライン』は『レボリューションズ』の直接の続編となっている。これらは通常、ウォシャウスキー姉妹が書いたり、依頼したり、承認したりしたものである。

## 映画
| 作品                                                       | 公開日                        | 監督                   | 脚本                                                                     | 製作               | 現状     |
| ---------------------------------------------------------- | ----------------------------- | ---------------------- | ------------------------------------------------------------------------ | ------------------ | -------- |
| 『マトリックス』 The Matrix                                | 1999年3月31日 1999年9月11日   | ウォシャウスキー姉妹   | ウォシャウスキー姉妹                                                     | ジョエル・シルバー | 公開済み |
| 『マトリックス リローデッド』 The Matrix Reloaded          | 2003年5月15日 2003年6月7日    | ウォシャウスキー姉妹   | ウォシャウスキー姉妹                                                     | ジョエル・シルバー | 公開済み |
| 『マトリックス レボリューションズ』 The Matrix Revolutions | 2003年11月5日                 | ウォシャウスキー姉妹   | ウォシャウスキー姉妹                                                     | ジョエル・シルバー | 公開済み |
| 『マトリックス レザレクションズ』 The Matrix Resurrections | 2021年12月17日 2021年12月22日 | ラナ・ウォシャウスキー | ラナ・ウォシャウスキー、アレクサンダル・ヘモン、デイヴィッド・ミッチェル | グラント・ヒル     | 公開済み |
| Untitled The Matrix Resurrections sequel                   | TBA                           | ドリュー・ゴダード     | ドリュー・ゴダード                                                       | ドリュー・ゴダード | 企画段階 |

## キャスト
| キャラクター                  | 映画                         | 映画                          | 映画                                                                                        | 映画                              | ビデオ・ゲーム               | ビデオ・ゲーム                   | ビデオ・ゲーム               | アニメーション映画         |
| キャラクター                  | 『マトリックス』             | 『マトリックス リローデッド』 | 『マトリックス レボリューションズ』                                                         | 『マトリックス レザレクションズ』 | ENTER THE MATRIX             | The Matrix Online                | The Matrix:Path of Neo       | アニマトリックス           |
| 抵抗者                        | 抵抗者                       | 抵抗者                        | 抵抗者                                                                                      | 抵抗者                            | 抵抗者                       | 抵抗者                           | 抵抗者                       | 抵抗者                     |
| ----------------------------- | ---------------------------- | ----------------------------- | ------------------------------------------------------------------------------------------- | --------------------------------- | ---------------------------- | -------------------------------- | ---------------------------- | -------------------------- |
| ネオトーマス・A・アンダーソン | キアヌ・リーブス             | キアヌ・リーブス              | キアヌ・リーブス                                                                            | キアヌ・リーブス                  | キアヌ・リーブス             | アンドリュー・ボーエン           | キアヌ・リーブス             |                            |
| トリニティ                    | キャリー＝アン・モス         | キャリー＝アン・モス          | キャリー＝アン・モス                                                                        | キャリー＝アン・モス              | キャリー＝アン・モス         | ジェニファー・ヘイル             | キャリー＝アン・モス         |                            |
| モーフィアス                  | ローレンス・フィッシュバーン | ローレンス・フィッシュバーン  | ローレンス・フィッシュバーン                                                                | ヤーヤ・アブドゥル＝マティーン2世 | ローレンス・フィッシュバーン | ローレンス・フィッシュバーン     | ローレンス・フィッシュバーン |                            |
| サイファー                    | ジョー・パントリアーノ       | ジョー・パントリアーノ        | ジョー・パントリアーノ                                                                      | ジョー・パントリアーノ            | ジョー・パントリアーノ       | ジョー・パントリアーノ           | ジョー・パントリアーノ       | ジョー・パントリアーノ     |
| タンク                        | マーカス・チョン             | マーカス・チョン              | マーカス・チョン                                                                            | マーカス・チョン                  | マーカス・チョン             | マーカス・チョン                 | マーカス・チョン             | マーカス・チョン           |
| ナイオビ                      |                              | ジェイダ・ピンケット・スミス  | ジェイダ・ピンケット・スミス                                                                | ジェイダ・ピンケット・スミス      | ジェイダ・ピンケット・スミス | ジーナ・トーレス                 | キンバリー・ブルックス       |                            |
| リンク                        |                              | ハロルド・ペリノー            | ハロルド・ペリノー                                                                          |                                   | ハロルド・ペリノー           | キース・ファーガソン             | キース・ファーガソン         |                            |
| エージェント                  |                              |                               |                                                                                             |                                   |                              |                                  |                              |                            |
| エージェント・スミス          | ヒューゴ・ウィーヴィング     | ヒューゴ・ウィーヴィング      | ヒューゴ・ウィーヴィング                                                                    | ジョナサン・グロフ                | ヒューゴ・ウィーヴィング     | クリストファー・コーリー・スミス |                              |                            |
| エージェント・スミス          | ヒューゴ・ウィーヴィング     | イアン・ブリス                | イアン・ブリス                                                                              | ジョナサン・グロフ                | ヒューゴ・ウィーヴィング     | ギデオン・エメリー               |                              |                            |
| エージェント・ブラウン        | ポール・ゴダード             |                               |                                                                                             |                                   |                              |                                  | マイケル・ガフ               | マット・マッケンジー       |
| プログラム                    |                              |                               |                                                                                             |                                   |                              |                                  |                              |                            |
| オラクル                      | グロリア・フォスター         | グロリア・フォスター          | メアリー・アリス                                                                            | メアリー・アリス                  | メアリー・アリス             | メアリー・アリス                 | メアリー・アリス             | メアリー・アリス           |
| セラフ                        |                              | コリン・チョウ                | コリン・チョウ                                                                              | コリン・チョウ                    | コリン・チョウ               | コリン・チョウ                   | マイケル・ガフ               | マイケル・ガフ             |
| メロビンジアン                |                              | ランベール・ウィルソン        | ランベール・ウィルソン                                                                      | ランベール・ウィルソン            | ランベール・ウィルソン       | ロビン・アトキン・ダウンズ       | ロビン・アトキン・ダウンズ   | ロビン・アトキン・ダウンズ |
| ペルセポネー                  |                              | モニカ・ベルッチ              | モニカ・ベルッチ                                                                            |                                   | モニカ・ベルッチ             | モニカ・ベルッチ                 |                              |                            |
| キー・メーカー                |                              | ランダル・ダク・キム          |                                                                                             |                                   | ランダル・ダク・キム         |                                  | ピーター・レナーデイ         |                            |
| アーチテクト                  |                              | ヘルムート・バカイティス      | ヘルムート・バカイティス                                                                    |                                   |                              |                                  |                              |                            |
| マシン                        |                              |                               |                                                                                             |                                   |                              |                                  |                              |                            |
| デウス・エクス・マキナ        |                              |                               | ケビン・マイケル・リチャードソン（声） ヘンリー・ブラッシンゲーム（モーションキャプチャー） |                                   |                              |                                  |                              |                            |

## レセプション

### 興行成績
『マトリックス』は、6,300万ドルという少ない予算で、全世界で4億6,000万ドル以上の収益を上げ、大成功を収めた。『リローデッド』も商業的に大成功を収め、全世界で約7億4000万ドルを稼ぎ出し、映画『デッドプール』に抜かれるまでの13年間、R指定映画の中で最高の興行収入を記録、5日間のオープニングで2億400万ドルを記録し、それまでの記録を更新するも、最終的には4億2700万ドルとなり、1作目を少し下回る結果となった。
| 作品                                | 公開日                        | 興行収入     | 興行収入       | 興行収入       | 歴代ランキング | 歴代ランキング | 製作費       | 脚注  |
| 作品                                | 公開日                        | 北米         | その他の地域   | 全世界         | 北米           | 全世界         | 製作費       | 脚注  |
| ----------------------------------- | ----------------------------- | ------------ | -------------- | -------------- | -------------- | -------------- | ------------ | ----- |
| 『マトリックス』                    | 1999年3月31日 1999年9月11日   | $171,479,930 | $292,037,453   | $463,517,383   | 285            | 232            | $63,000,000  | [ 5 ] |
| 『マトリックス リローデッド』       | 2003年5月15日 2003年6月7日    | $281,576,461 | $457,835,574   | $739,412,035   | 96             | 103            | $150,000,000 | [ 6 ] |
| 『マトリックス レボリューションズ』 | 2003年11月5日                 | $139,313,948 | $288,029,350   | $427,343,298   | 412            | 262            | $150,000,000 | [ 7 ] |
| 『マトリックス レザレクションズ』   | 2021年12月17日 2021年12月22日 | $37,686,805  | $119,610,720   | $157,297,525   |                |                | $190,000,000 | [ 8 ] |
| 合計                                | 合計                          | $630,057,144 | $1,160,229,523 | $1,790,286,667 |                |                | $553,000,000 |       |

### 批評家や一般の人々の反応
『マトリックス』は、大きな商業的成功を収めただけでなく、評論家からの高い評価によりアカデミー賞4部門を受賞し、赤いピルと青いピルなど人口に膾炙したシンボリックな比喩を産み出すなど、その後のアメリカ映画製作に大きな影響を与えた。その結果、『マトリックス』はアメリカ国立フィルム登録簿にも掲載された（将来的にも保存されつづける価値があると認められた）。続編も商業的に成功し、2016年に『デッドプール』に抜かれるまで、R指定映画の史上最高の興行収入を記録していた。このシリーズは2006年の時点で30億ドルの収益を上げている。
『マトリックス』と『マトリックス リローデッド』が好意的な評価を受けたのに対し、『マトリックス レボリューションズ』に対する反応はより否定的なものだった。不満のひとつは、『リローデッド』で提起された疑問に対する答えが『レボリューションズ』では得られなかったことである。
| 作品 | Rotten Tomatoes   | Metacritic      | CinemaScore |
| --- | ----------------- | --------------- | ----------- |
| 『マトリックス』                                                                                            | 88% (155 reviews) | 73 (35 reviews) | A-          |
| 『マトリックス リローデッド』                                                                               | 73% (245 reviews) | 62 (40 reviews) | B+          |
| 『アニマトリックス』                                                                                        | 89% (18 reviews)  | N/A             | N/A         |
| 『マトリックス レボリューションズ』                                                                         | 35% (217 reviews) | 47 (41 reviews) | B           |
| 『マトリックス レザレクションズ』                                                                           | 63% (354 Reviews) | 63 (57 reviews) | B-          |
| リストアップされたインジケーター - 濃いグレーのセルは、そのフィルムでは情報が得られないことを示しています。 |                   |                 |             |